# Fürther Straße (Bremen)

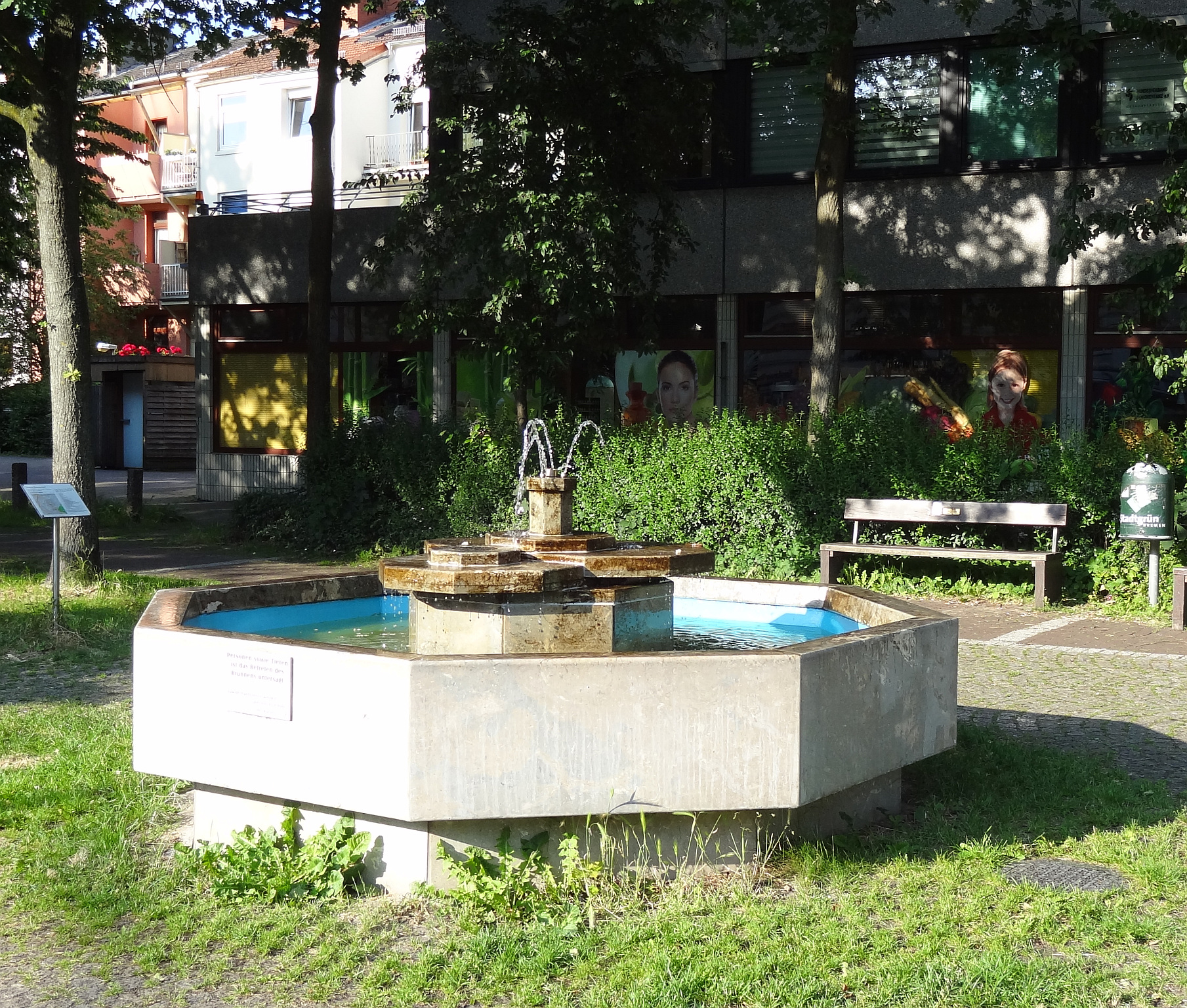
Findorffer Brunnen von 1984

Die Fürther Straße ist eine zentrale Durchgangsstraße in Bremen-Findorff, Ortsteil Findorff (Bremen)#Regensburger Straße. Sie führt in Süd-Nord-Richtung von der Eickedorfer Straße bis zum Utbremer Ring und zum Autobahnzubringer der A 27 (Bremen – Cuxhaven).
Die Querstraßen und Anschlussstraßen in dem Viertel wurden zumeist nach Städten in Bayern und in Thüringen benannt, z. B. die Gothaer Straße und die Tölzer Straße. Wanfried, der namensgebende Ort für die Wanfrieder Straße, liegt in Hessen. Der Utbremer Ring erhielt seinen Namen nach dem Waller Ortsteil Utbremen, die Eickedorfer Straße nach dem Ort Eickedorf (niederdeutsch Eekdorp, Eicke = Eiche) in der heutigen Gemeinde Grasberg und die Hemmstraße nach dem früheren Dorf Wallerhemme bzw. Hemme im Niederblockland; Näheres siehe beim Link zu den Straßen.

## Geschichte

### Name
Die Fürther Straße wurde nach der bayrischen Stadt Fürth in Mittelfranken benannt. Die Großstadt ist Teil der Metropolregion um Nürnberg, Erlangen und Schwabach.

### Entwicklung
1875 hatte Findorff 2500 Einwohner. Ab nach 1900 fand in diesem Ortsteil eine intensive Bebauung statt. Bis 1914 wurden im Ortsteil die Schulen an der Regensburger Straße, der Gothaer Straße und der Nürnberger Straße gebaut, die seit 2009/10 die Oberschule Findorff ist. Im Zweiten Weltkrieg wurden hier viele Häuser zerstört. Die Straße ist durch die Nachkriegsbauten geprägt.

### Verkehr
1913 entstand der Anschluss an das Netz der Bremer Straßenbahn mit der Linie 9 von der Hemmstraße, vorbei an der Regensburger Straße zum Findorfftunnel – Hauptbahnhof und zur Sankt-Jürgen-Straße. Eine zweite Anbindung entstand 1927, als die Strecke zum Bürgerpark durch die Eickedorfer Straße bis zur Hemmstraße verlängert wurde. Beide Strecken wurden zu einem Ring mit den Linien 5 und 6 (zeitweise 6A) verbunden. Die letzten Straßenbahnen in Findorff fuhren 1964 (Linie 5) und 1967 (Linie 6).
Im Nahverkehr in Bremen durchfahren die Buslinien 25 (Weidedamm-Süd ↔ Osterholz), 26 (Überseestadt ↔ Huckelriede) die Straße; die Linien 27 (Weidedamm-Nord ↔ Huckelriede) und 28 (Überseestadt ↔ Neue Vahr-Nord) tangieren die Straße an der Hemmstraße.

## Gebäude und Anlagen
An der Straße stehen zwei bis fünfgeschossige Gebäude, viele aus der Nachkriegszeit.
Erwähnenswerte Gebäude und Anlagen
- Nr. 2 bis 8 Ecke Hemmstraße: 5-gesch.  Wohn- und Geschäftshaus der 1970er Jahre
  - Nr. 8: Filiale der Sparkasse Bremen
- Nr. 10 bis 24: 3-gesch. Wohnhäuser von nach 1960
- Nr. 43: 3-gesch. Gebäude mit dem Polizeirevier Findorff der Polizei Bremen und seit 2015 Flüchtlingsunterkunft[2]
- Nr. 47 bis 59: 5-gesch. Wohnhaus
- Nr. 61 bis 121: zumeist 2-gesch. Wohnhäuser als Bremer Häuser
- Nr. 70 bis 74, Ecke Gothaer Straße: 3-gesch. Wohnhaus von um 1920
- Nr. 96 bis 112: 3-gesch. Wohnhäuser

Objekte

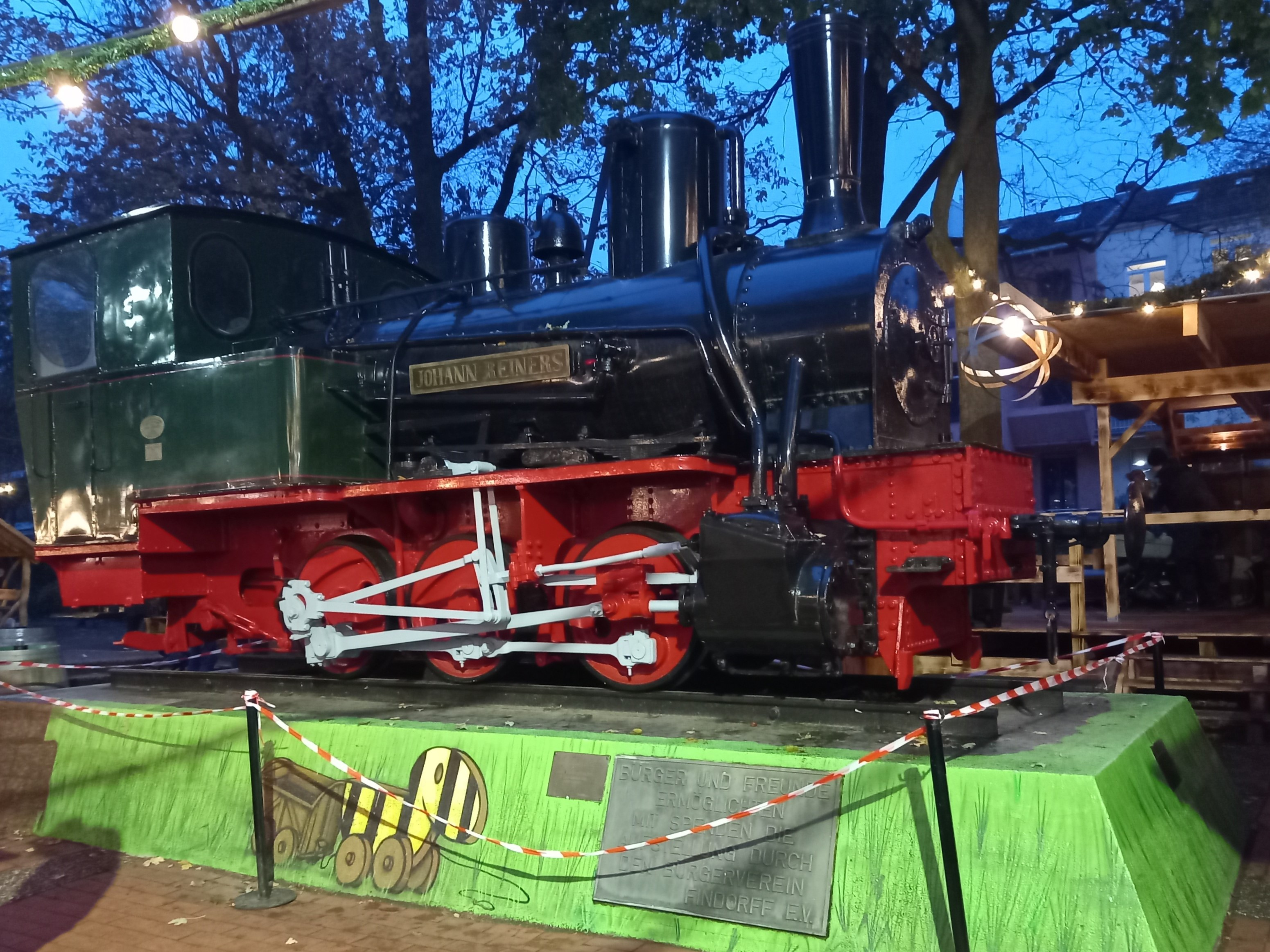
Denkmal „Johann Reiners“ auf dem Grundstück Fürther Straße 45

- Nr. 45: Historische Lokomotive (Hanomag Cn2t) „Johann Reiners“ der Kleinbahn Bremen–Tarmstedt. Die Strecke wurde volkstümlich Jan Reiners genannt und führte vom Bremer Parkbahnhof (heute Standort der Stadthalle Bremen) über die Hemmstraße entlang der Fürther Straße bis nach Tarmstedt. Auf dem Gelände des ehemaligen Bahnhofs Hemmstraße beginnt heute ein Grünzug, der sich bis zur Innsbrucker Straße erstreckt. Die Lokomotive wurde zwischen 2019 und 2021 generalüberholt und bildet seit 2021 den Mittelpunkt des von November bis ins neue Jahr um sie herum aufgebauten „Findorffer Winterdorfs“.
- Findorffer Brunnen von 1984 aus Anlass des 80-jährigen Bestehens des Bürgervereins Findorff; Entwurf und Ausführung von Heinz Lilienthal.  Aus dem oktogonalen Wasserbassin ragt ein gleichförmiger Sockel, auf dem achteckige Platten um eine Mitte angeordnet sind.